# Radibor
Radibor (em alto sorábio: Radwor) é um município da Alemanha localizado no distrito de Bautzen, região administrativa de Dresden, estado da Saxônia.